# Weissia norkettii
Weissia norkettii là một loài rêu trong họ Pottiaceae. Loài này được R.S. Chopra mô tả khoa học đầu tiên năm 1975.